# Antonio García Varela
Antonio García Varela (O Carballiño, 8 d'agost de 1875 - Madrid, 30 d'agost de 1942 fou un científic gallec, acadèmic electe de la Reial Acadèmia de Ciències Exactes, Físiques i Naturals.

## Biografia
Fill d'un advocat, va fer el batxillerat a Ourense i estudià ciències naturals a les universitats de Santiago de Compostel·la, Salamanca i Madrid. Deixeble d'Ignacio Bolívar y Urrutia, en 1895 fou destinat a l'Estació de Biologia Marina de Santander. Especialitzat en entomologia, es va especialitzar en els hemípters de la família dels redúvids als Museus de Ciències de París i Berlín i es va doctorar amb la tesi Redúvidos africanos.
El 1905 va obtenir la càtedra de ciències naturals de la Universitat de Santiago de Compostel·la, on va transformar el Gabinet d'Història Natural en museu. El 1909 constituí a Santiago una delegació de la Reial Societat Espanyola d'Història Natural, encarregada d'organitzar col·leccions d'història natural de Galícia. El 1919 va obtenir la càtedra de fisiologia vegetal de la Universitat Central de Madrid, i aleshores es dedicà a la botànica. Formà part de la Junta per a l'Ampliació d'Estudis i també fou conservador del Museu de Ciències Naturals de Madrid. El 1925 va presidir la Reial Societat Espanyola d'Història Natural i el 1930 fou nomenat director del Reial Jardí Botànic de Madrid en substitució del seu mestre Ignacio Bolívar y Urrutia, càrrec que va mantenir fins 1937.
L'esclat de la guerra civil espanyola el va sorprendre a Madrid, ciutat que es va negar a abandonar. El 1938 fou escollit acadèmic de la Reial Acadèmia de Ciències Exactes, Físiques i Naturals. Va morir el 1942 sense haver-ne pres possessió. També era membre de la Societé Entomologique de France, de la Societé Botanique de France i numerari de l'Academie International d'Histoire des Sciences.

## Obres
- Contribución al estudio de los hemípteros de África: notas sobre coréidos del Museo de Madrid (1913).